# ليزا، جنية الثعلب
ليزا، جنية الثعلب (بالمجرية: Liza, a rókatündér)‏ فيلم كوميديا سوداء مجري من إخراج كارولي وج ميسزاروس وبطولة مونیكا بالشاي. حقق الفيلم نجاحاً محلياً بحصوله على أكثر من 100.000 مشاهد.
تم اختيار موسيقى الفيلم كواحدة من "الموسيقى التصويرية الأكثر جاذبية" لعام 2015 في المجر. وتم تسجيل أربع أغنيات على قرص فونوغراف محدودة مقاس 7 بوصات.

## روابط خارجية
- ليزا، جنية الثعلب على موقع IMDb (الإنجليزية)
- ليزا، جنية الثعلب على موقع روتن توميتوز (الإنجليزية)
- ليزا، جنية الثعلب على موقع نتفليكس (الإنجليزية)
- ليزا، جنية الثعلب على موقع ألو سيني (الفرنسية)
- ليزا، جنية الثعلب على موقع أول موفي (الإنجليزية)
- ليزا، جنية الثعلب على موقع فيلمافينيتي (الإسبانية)
- ليزا، جنية الثعلب على موقع قاعدة بيانات الفيلم (الإنجليزية)
- ليزا، جنية الثعلب على موقع ليتربوكسد (الإنجليزية)
- ليزا، جنية الثعلب على موقع كينوبويسك (الروسية)